# Geringswalde
Geringswalde est une ville de Saxe (Allemagne), située dans l'arrondissement de Saxe centrale, dans le district de Chemnitz.

## Géographie
La ville de Geringswalde est située au nord-est de Rochlitz à la route fédérale 175. Le point le plus haut de son territoire se trouve près de la tour d'observation nommé du nom de Frédéric-Auguste III, dernier roi de la Saxe, à une hauteur de 305 m au nord de la ville, le point le plus bas à une hauteur d'environ 180 m dans la vallée du ruisseau Auenbach au nord-ouest de la ville. Ce ruisseau prend sa source d'un grand étang (Großteich) au sud du centre-ville, qui à son tour est alimenté par le ruisseau Klosterbach venant de la forêt Fröhne entre Geringswalde et Aschershain.
Geringswalde s'est agrandi par le rattachement des villages suivants (années du rattachement entre parenthèses):
- Hilmsdorf (1949)
- Klostergeringswalde (1949)
- Altgeringswalde (1994)
- Aitzendorf avec Dittmannsdorf (1999)
- Arras (1999)
- Holzhausen avec Neuwallwitz et Hoyersdorf (1999)

## Histoire
La première mention de la ville date de 1233, quand un couvent des Bénédictines est établi dans son voisinage. À cette époque, Geringswalde est dans un état de dévastation. Il est donc probable que la région était déjà peuplée plusieurs décennies avant cet événement.
Après la Réforme protestante et la mort de la dernière abbesse, le couvent est dissout et transformé dans un domaine seigneurial. De 1566 à 1568, une école luthérienne-orthodoxe réside dans l'ancien couvent, mais elle est dissoute quand son recteur est accusé du flacianisme.
Jusqu'au XIXe siècle, l'agriculture et la toilerie furent les métiers principaux à Geringswalde. L'industrialisation apporte l'industrie du bois, notamment la fabrication des chaises et des fauteuils, et l'outillage mécanique. En 1893, le chemin de fer entre Rochlitz et Waldheim est ouvert. Plusieurs bâtiments importants sont construits : l'église néo-gothique de 1890 remplace son prédécesseur en style roman, en 1894 la nouvelle école en style néorenaissance est ouverte, suivi par le nouvel hôtel de ville néobaroque de 1905. La piscine publique est ouverte en 1926.
Après la Seconde Guerre mondiale, la plupart des bâtiments de l'ancien domaine sont démolis pour l'obtention de matériaux de construction. Les villages voisins Klostergeringswalde et Hilmsdorf sont rattachés administrativement en 1949. En 1956 le nouveau centre médical au sud de l'étang est ouvert. La piscine est reconstituée en 1983, la gare routière est ouverte en 1987.
En 1994 et 1999 plusieurs autres villages voisins sont rattachés administrativement. Le chemin de fer est fermé en 1997. Depuis 2007 des zones industrielles inutilisées sont déconstruites.

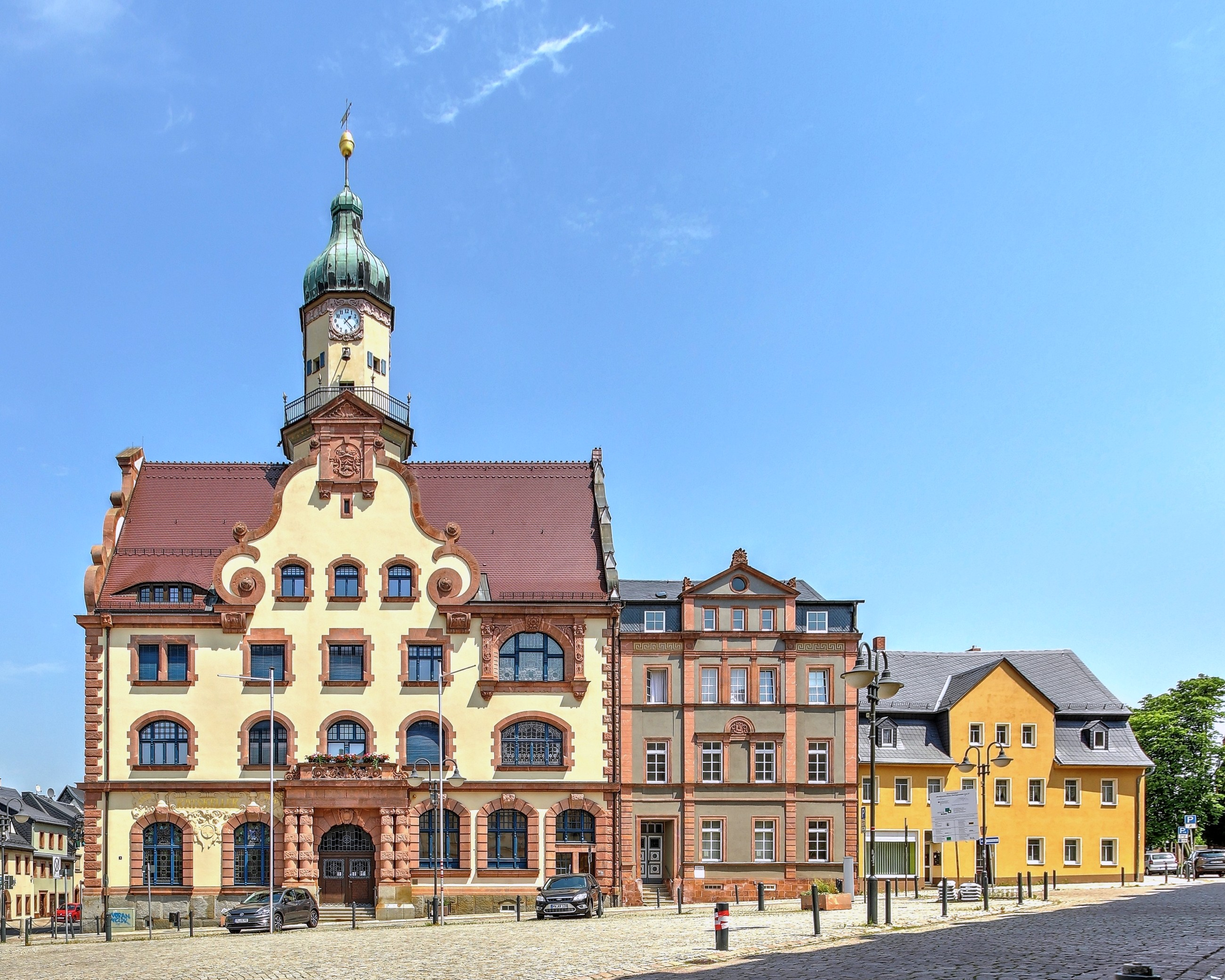
Hôtel de ville (à gauche)
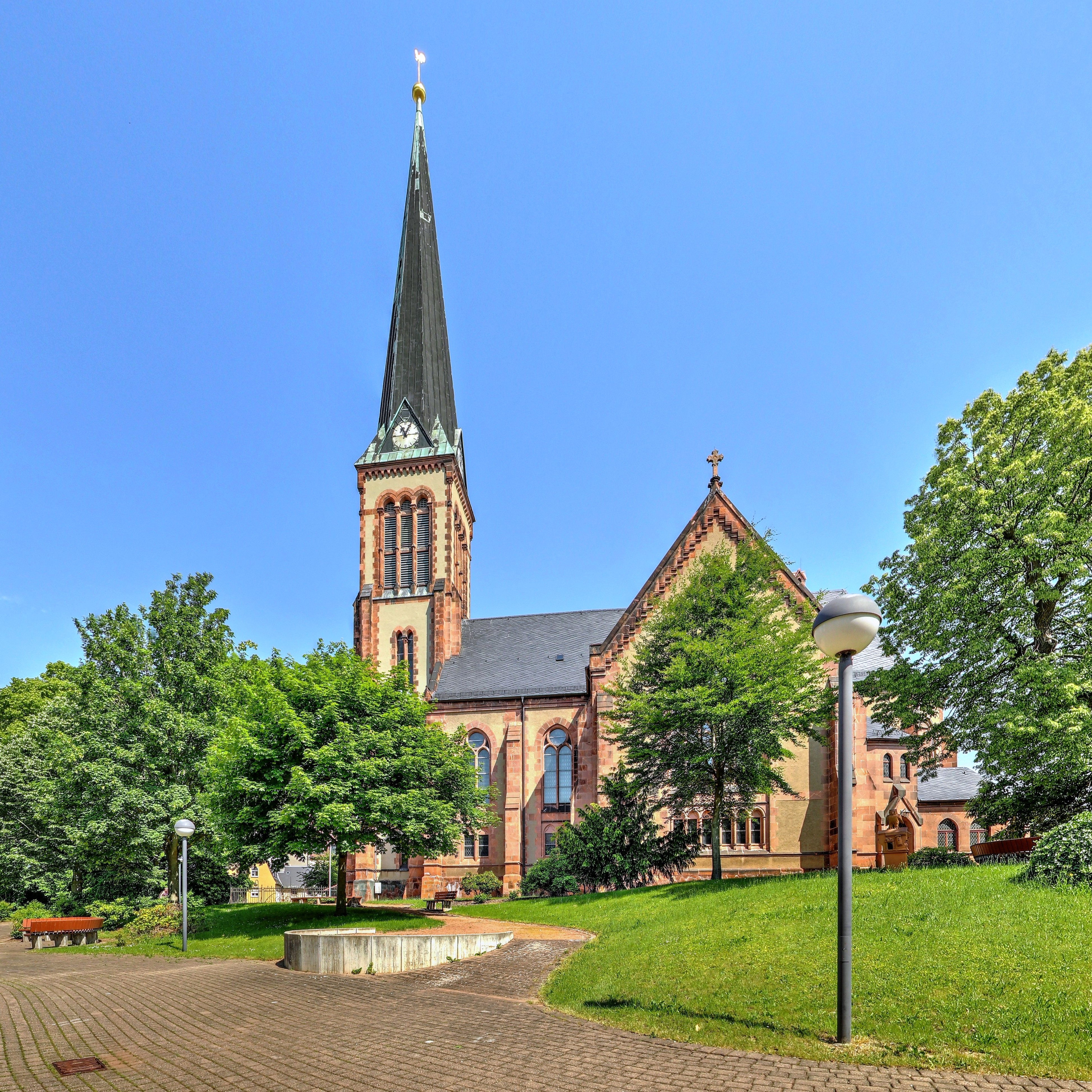
Église
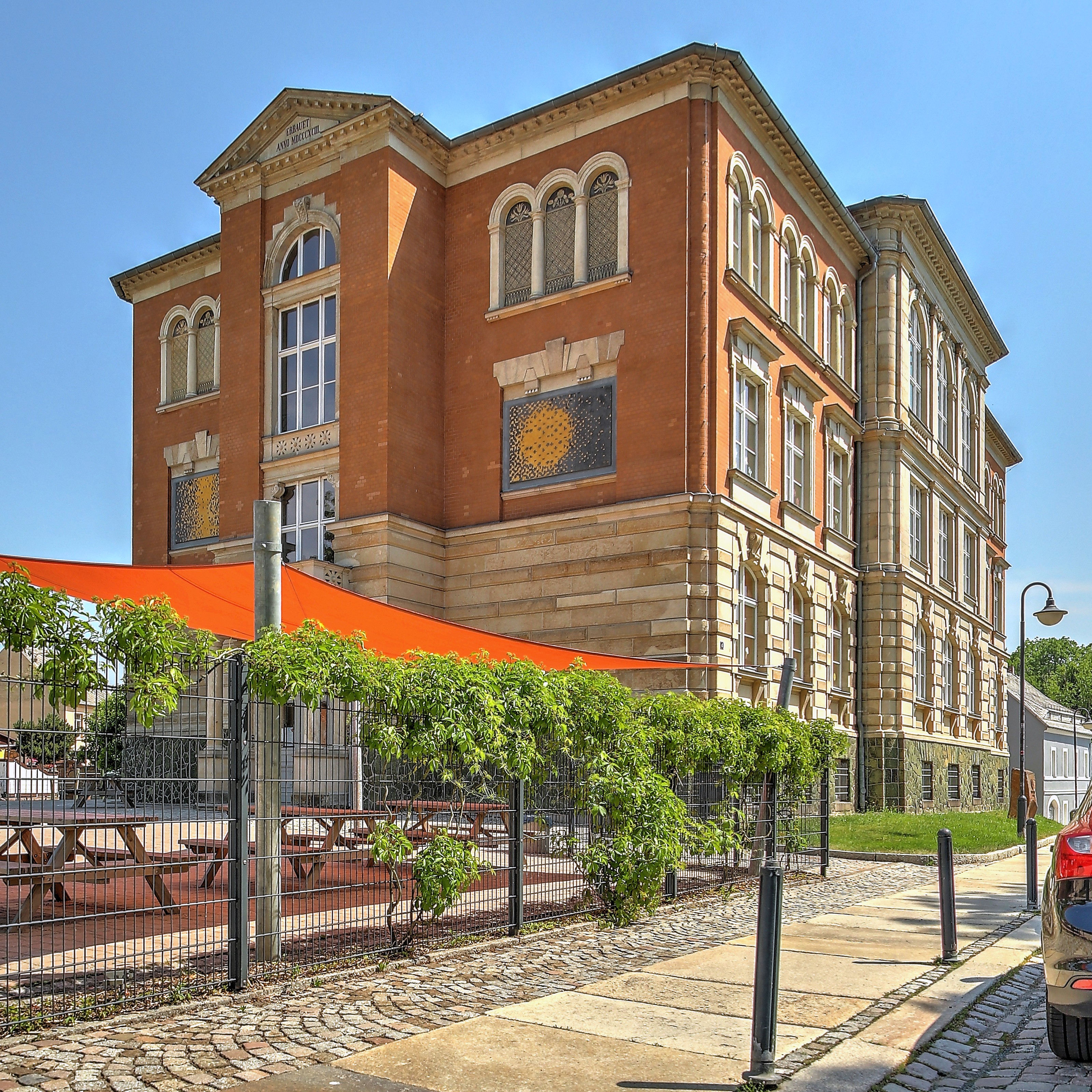
École
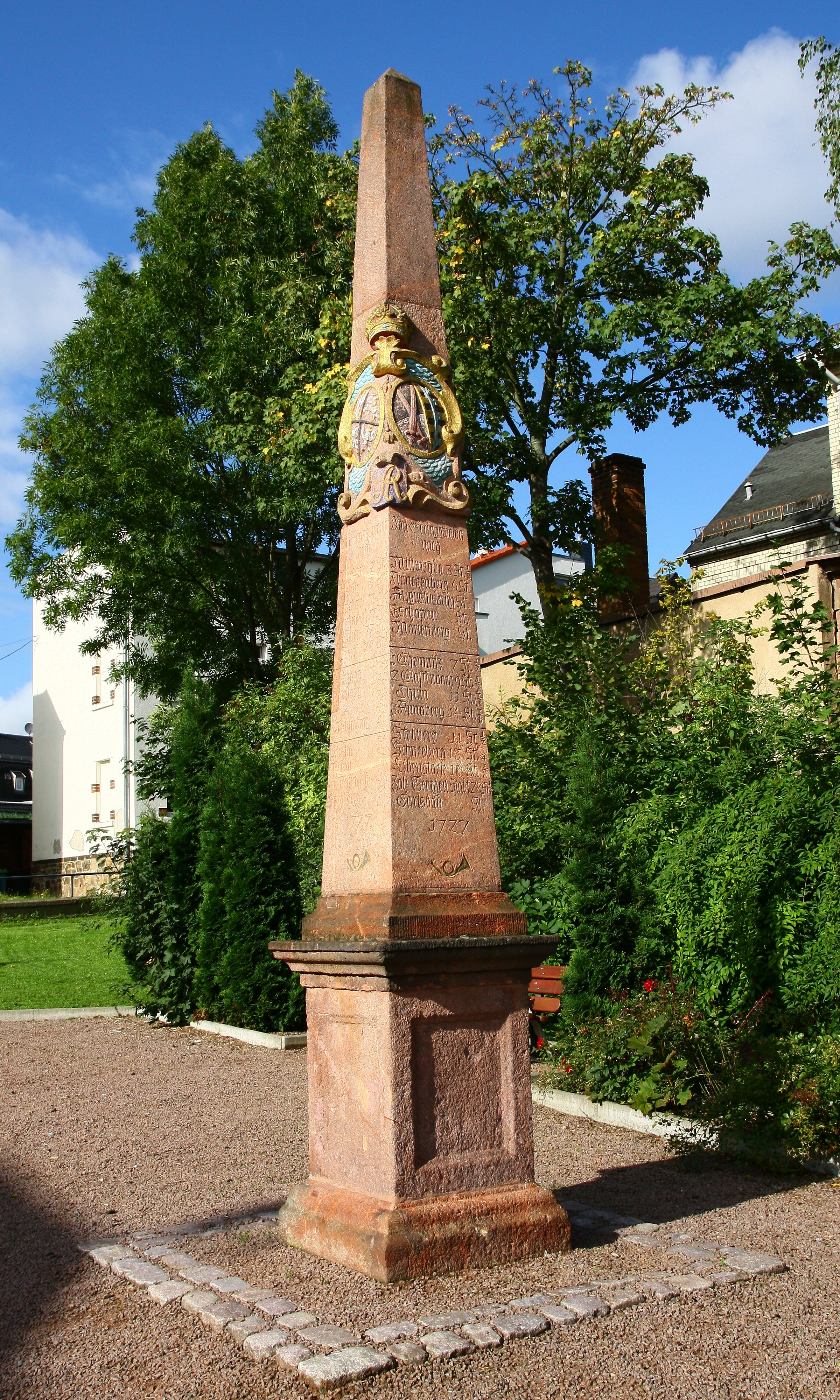
Borne routière de l'ancienne poste de Saxe
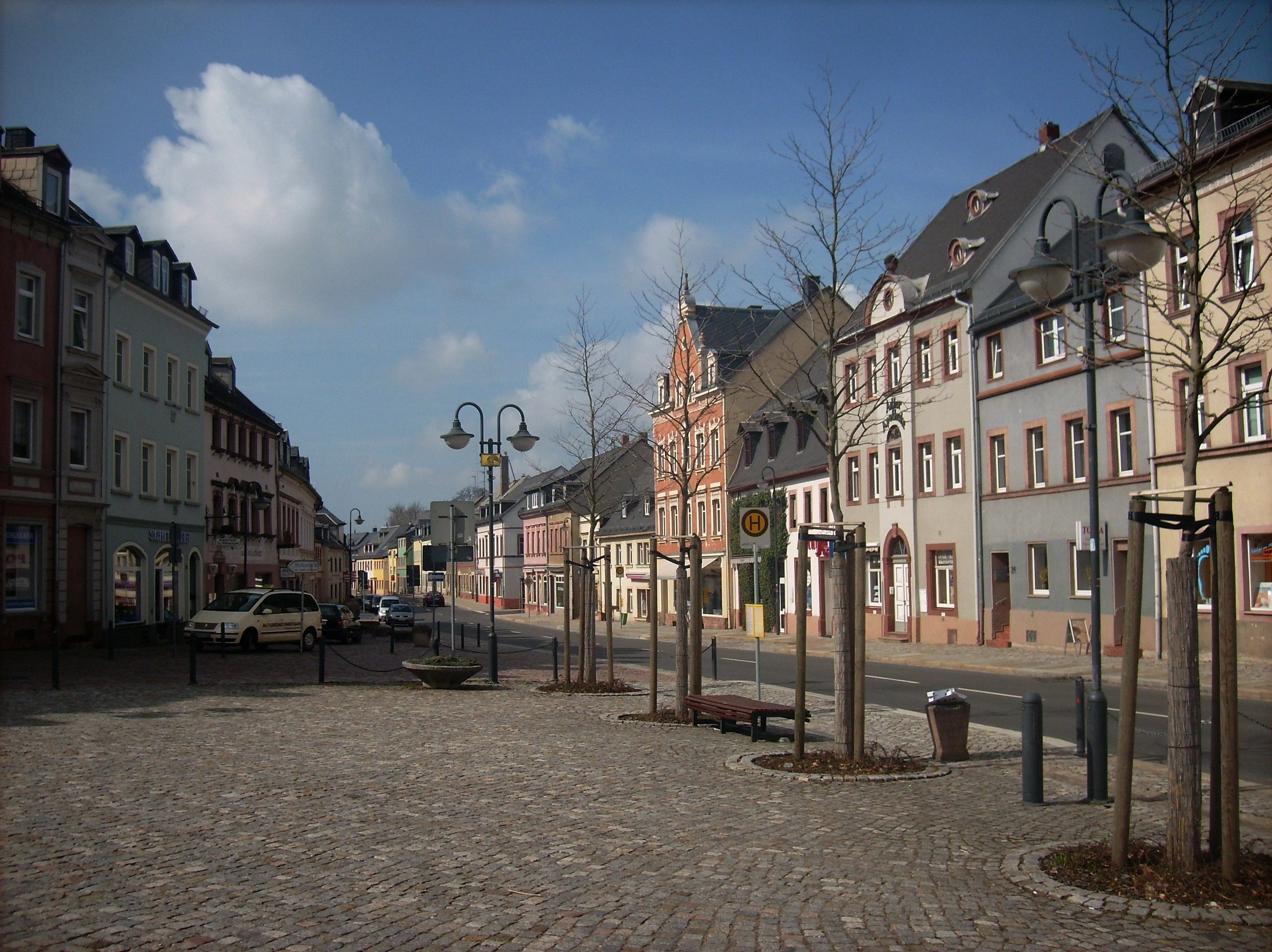
Place du marché

## Personnalités
- Wilfried Stallknecht (1928-2019), architecte et designer d'intérieur est-allemand né à Geringswalde.